# 티베트 항공의 운항 노선
2019년 1월 기준으로, 티베트 항공은 다음의 노선을 운항 중이다.

## 운항 노선

### 아시아

#### 동아시아
- 중화인민공화국
  - 베이징
    - 베이징 서우두 국제공항

  - 간쑤성
    - 란저우 - 란저우 종촨 국제공항

  - 광동 성
    - 선전 - 선전 바오안 국제공항

  - 구이저우성
    - 구이양 - 구이양 롱동바오 국제공항

  - 산시성
    - 타이위안 - 타이위안 우수 국제공항

  - 상하이
    - 상하이 홍차오 국제공항

  - 쓰촨성
    - 몐양 - 몐양 난자오 공항
    - 이빈 - 이빈 차이바 공항
    - 청두 - 청두 솽류 국제공항 허브

  - 윈난성
    - 쿤밍 - 쿤밍 창슈이 국제공항

  - 장쑤성
    - 난징 - 난징 루커우 국제공항

  - 저장성
    - 항저우 - 항저우 샤오산 국제공항

  - 충칭
    - 충칭 장베이 국제공항

  - 칭하이성
    - 거얼무 - 거얼무 공항
    - 시닝 - 시닝 차오자바오 국제공항
    - 유슈 - 유슈 바탕 공항

  - 톈진
    - 톈진 빈하이 국제공항

  - 하이난성
    - 싼야 - 싼야 피닉스 국제공항

  - 후베이성
    - 우한 - 우한 톈허 국제공항

  - 푸젠성
    - 샤먼 - 샤먼 가오치 국제공항

  - 닝샤 후이구 자치구
    - 인촨 - 인촨 허동 국제공항

  - 티베트 자치구
    - 라싸 - 라싸 공가 공항 허브
    - 르찬허 - 느가리 군사 공항
    - 르카쩌 - 르카쩌 피스 공항
    - 린즈 - 린즈 메인링 공항
    - 참도 - 참도 방다 공항

#### 동남아시아
- 태국
  - 코사무이 - 사무이 공항

#### 남아시아
- 네팔
  - 카트만두 - 트리부반 국제공항

### 유럽

#### 동유럽
- 러시아
  - 소치 - 소치 국제공항

#### 북유럽
- 핀란드
  - 헬싱키 - 헬싱키 반타 국제공항 - (2019년 10월 26일 단항)

## 단항 노선

### 아시아

#### 동아시아
- 중화인민공화국
  - 하이난성
    - 하이커우 - 하이커우 메이란 국제공항

  - 허난성
    - 정저우 - 정저우 신정 국제공항